# 上官流雲
上官流雲（1922年—2002年），馬來西亞華人，生於雪蘭莪州，1940年代至1950年代在南洋活躍的創作歌手，也是香港廈語及粵語電影演員。他曾創作國語歌曲《午夜香吻》及《新馬來情歌》（原唱歌手：上官流雲、巫美玲，20世紀40年代「馬標唱片公司」）。

## 國語歌曲
《午夜香吻》是1941年日本入侵前夕，他在马来亚槟城一处叫关子角的海滨为纪念初恋而写的作品。由新加坡歌手巫美玲演唱而一炮而红。1955年灌錄唱片。

## 粵語歌曲
《行快啲啦》是他在1965年為披頭四歌曲《Can't Buy Me Love》重新填詞的粵語歌曲，後被許冠傑翻唱而大熱。
《一心想玉人》是同年他為披頭四歌曲《I Saw Her Standing There》重新填詞的粵語歌曲。
其時香港樂壇由英文歌與華語歌平分秋色，粵語流行音樂還未成形，粵語歌幾不入流。然而，上官流雲這兩首歌旋即攻進香港市場，引起哄動。歌詞中的「阿珍已經嫁咗人」更成為當時的口頭禪。 香港粵語電影商更於1966年6月開拍由丁瑩、朱江主演的《阿珍要嫁人》；其他以「阿珍」與「行快啲啦喂」為名目的商品廣告更加多。這甚至可視為香港的粵語文化、草根階層對年輕人與披頭四風潮的反抗。

## 電影
1. 廈語時裝《錢錢錢》；
2. 1955年廈語時裝愛情《遙遠寄相思》；
3. 1958年廈語時裝歌唱喜劇《十七十八正當時》；
4. 1959年廈語時裝文藝《好花插牛屎》；
5. 1959年廈語時裝歌唱喜劇《我愛少年家》；
6. 1959年廈語時裝喜劇《弄破醋甕》；
7. 1959年廈語時裝愛情《馬來亞之戀》；
8. 1959年廈語時裝文藝《姑嫂情深》；
9. 1959年廈語民初喜劇《阿繡賣胭脂》；
10. 1975年粵語時裝《雙星伴月》。

## 外部連結
- 香港電影資料館有關上官流雲參演電影的記錄
- 上官流雲創作的粵語流行曲《行快的啦》 （页面存档备份，存于）